# Нукатово
Нука́тово (рос. Нукатово, башк. Ноҡат) — село у складі Бєлорєцького району Башкортостану, Росія. Входить до складу Інзерської сільської ради.
До 17 грудня 2004 року село було центром окремої Нукатовської сільради.
Населення — 148 осіб (2010; 218 в 2002).
Національний склад:
- башкири — 100%